# Будинок по вулиці Богдана Хмельницького, 12/14 (Київ)
Будинок по вулиці Богдана Хмельницького, 12/14 — житловий будинок, пам'ятка архітектури та історії в місті Києві. Розташований у Шевченківському районі, на вулиці Богдана Хмельницького. Зведений у 1884 році як прибутковий, за проєктом архітектора Володимира Ніколаєва. Має охоронний статус пам'ятки архітектури місцевого значення № 635-КВ (Наказ Міністерства культури і туризму України від 15.09.2010 № 706/0/16-10).

## Історія
Ділянка, на якій розташований будинок, наприкінці XIX століття належала дружині купця 1-ї гільдії М. Вольфсон. У 1884 році на її замовлення архітектор Володимир Ніколаєв звів на цій ділянці триповерховий прибутковий будинок. У 1888 році частину ділянки із прибутковим будинком і низкою дворових дерев'яних споруд придбав підполковник Є. Коченовський, після смерті якого будинок успадкувала його сестра А. Кудашева. У 1909 році вона передала будинок своєму чоловікові В. Кудашеву, який в 1910 році ініціював надбудову двох поверхів.
У правому крилі будинку (№ 12) у 1901 році розміщувалася редакція щомісячного журналу «Шашки», у 1910-х роках — правління Київського товариства правильного полювання і Клубу мисливців, обидві спілки очолював Костянтин Леплинський, у лівому крилі (№ 14) в 1900-х роках діяли Комерційне училище М. Хорошилової, де викладав історик Володимир Щербина, та Вечірні загальноосвітні жіночі курси, на яких одним з викладачів був зоолог Володимир Артоболевський, а інспектором — Варвара Булгакова, мати письменника Михайла Булгакова.
До 1922 року будинок використовувався як прибутковий, перший поверх займали магазини, перукарня та склади міської станції Південно-Західної залізниці, інші поверхи були житловими, на них розташовувалися квартири на 4, 5 і 8 кімнат, у підвальному приміщенні діяла більярдна. Щороку будинок приносив 52 420 карбованців прибутку. Коли в Києві встановили радянську владу, будинок націоналізували і підпорядкували Політвідділу Управління комунальними будинками. У 1920-х роках у лівому крилі розташовувалася філія видавництва «Наркомздрав».
У 1960—2007 році у будинку розміщувався відомий серед киян кондитерський магазин «Українські ласощі».

### XXI століття
З 90-х років будинок фігурує в документах територіальної громади міста Києва, як аварійний. Зокрема:
19.12.1994 р. Рішенням Виконавчого комітету народних депутатів № 16 «Про реконструкцію житлового фонду» будинок включено до плану реконструкції жилих будинків у 1995 році за рахунок міського бюджету.
11.03.1996 р. в зв'язку з відсутністю бюджетних коштів Розпорядженням КМДА будинок № 12-14 включений до переліку жилих будинків, які підлягають в 1996 році реконструкції за залучені кошти інвесторів.
В 1997, 1998 роках прийняті Розпорядження КМДА № 996 від 11.07.1997 р., № 539 від 16.03.1998 р. про включення будинку № 12-14 до переліку жилих будинків, які підлягають реконструкції за залучені кошти інвесторів.
27.12.2001 р. Київська міська рада Рішенням IX сесії XXIII скликання № 208/1642 передала житловий будинок № 12-14 у комунальну власність територіальної громади Шевченківського району міста Києва.
18.06.2002 р. Шевченківська районна у місті Києві рада Рішенням II сесії XXIV скликання № 40 прийняла житловий будинок № 12-14 до комунальної власності територіальної громади Шевченківського району міста Києва.
04.06.2004 р. Розпорядженням Шевченківської районної у м. Києві державної адміністрації № 1006 затверджено висновок про аварійний стан будинку № 12-14 за категорією IV з фізичним зносом 65 % та зобов'язано інвестора відселити з будинку останні 3 родини, які займають приватизовані площі.
Того ж року КМДА видала розпорядження про передачу будинку у власність ТОВ «Геоінвест», яке мало здійснити його реконструкцію. Засновником даної фірми була Ірина Бойко, дружина депутата ВРУ від партії «За єдину Україну!» та (на той час) заступника голови Комітету Верховної Ради України з питань екологічної політики Віктора Бойка. Пізніше частину приміщень «Геоінвест» продав фірмам «Геомедсервіс», «БТБ Сорго», «Ранокіо Лімітед». Засновником фірми «Геомедсервіс» у 2008—2009 роках був сам Віктор Бойко, інші підприємства також були пов'язані або з членами родини Бойків, або з їх найближчим оточенням.
09.09.2010 р. Рішенням Київської міської ради від № 7/4819 «Про питання організації управління районами в місті Києві» припинено шляхом ліквідації Шевченківську районну у м. Києві раду та Шевченківську районну в м. Києві державну адміністрацію, майно ліквідованого району передано у власність міста Києва, в тому числі у списках про передачу майна в комунальну громаду міста Києва фігурує будинок № 12-14.
Наказом Міністерства культури і туризму України від 15.09.2010 р. № 706/0/16-10 про включення будинку № 12-14 до переліку пам'яток архітектури та містобудування місцевого значення, охоронний № 635-Кв.
В 2013 році співвласниками будинку було створено ОСББ «Богдана Хмельницького, 12-14», в тому числі для відновлення будинку, який з 1994 року є аварійним, одним із засновників якого також стала Ірина Бойко, разом з іншими співвласниками, в тому числі Державне підприємство «Генеральна дирекція з обслуговування іноземних представництв», інші юридичні та фізичні особи.
Розпорядженням Шевченківської районної у місті Києві державної адміністрації № 601 від 04.10.2013 р. про передачу будинку № 12-14 на баланс ОСББ «БХ, 12-14».
Того ж 2013 року заступник прокурора міста Києва подав судовий позов до Господарського суду Києва про визнання недійсним передачу будинку по вулиці Богдана Хмельницького, 12-14 у приватну власність. Суд відхилив позов через пропуск позовної давності, і, хоча і визнав незаконним факт вибування будинку з комунальної власності, узаконив продаж квартир у будинку новим власниками.
У 2014 році частину квартир зайняли вимушені переселенці зі Сходу України, виселення яких відбувалось за Рішенням Господарському суду міста Києва у справі № 910/21343/14.
В 2015 році відбулася фактична передача будинку № 12-14 на баланс ОСББ «БХ, 12-14» на виконання Рішення Господарського суду міста Києва у справі № 910/22249/14 від 22.12.2014 р.
14.10.2015 р. 2/3 голосів співвласники будинку проголосували за реставрацію за рахунок фінансування робіт співвласниками шляхом його відновлення в існуючому вигляді, без збільшення об'ємів і етажності. Серед співвласників, які проголосували за реставрацію, були фізичні та юридичні особи, в т. ч. Бойко Ірина Миколаївна, Державне підприємство «Генеральна дирекція з обслуговування іноземних представництв» та ТОВ «Фонд досліджень та розвитку», який в 2013 р. викупив приміщення будинку на торгах, кінцевим власником якого є Казмін Євген.
На виконання рішення співвласників будинку № 12-14 про реставрацію, 22.10.2015 р. з УДНДПІ «УкрНДІпроектреставрація» підписано Договір № 211-АВ про розробку проєктно-кошторисної документації по пам'ятці архітектури місцевого значення — будинку № 12-14.
26.10.2015 р. УкрНДІпроектреставрація, Департаментом культури КМДА та ОСББ «БХ, 12-14» складено Акти огляду технічного стану пам'ятки, за якими будинок є аварійним та непридатним для експлуатації, комплекс протиаварійних та реставраційних робіт включає 100 % заміну міжетажних перекриттів та крокв, укріплення та гідроізоляцію фундаментів.
12.02.2016 р. ОСББ «БХ, 1-14» отримано реставраційне завдання № 1725/0/07/27-16 від 08.02.2016 р. від Департаменту містобудування та архітектури КМДА.
25.02.2016 р. в будинку № 12-14 відбулося обрушення міжетажних перекриттів, що класифіковано ГУ Державної служби України з надзвичайних ситуацій у м. Києві як небезпечну подію згідно протоколу засідання № 40/03-16 від 15.04.2016 р.
Відповідно до обставин, встановлених Постановою ВСУ від 13.12.218 р. у справі № 826/4606/16, обрушення міжетажних перекриттів в будинку № 12-14 сталося внаслідок виконання робіт ТОВ «КВВ строй» на замовлення одного із співвласників будинку ТОВ «Фонд досліджень та розвитку» без дозволу та належного проєкту.
По факту обрушення Прокуратура Києва відкрила кримінальне провадження. Через рік, у лютому 2017 року прокуратура оголосила про підозру виконробу будівництва, який «за відсутності проєктно-кошторисної та дозвільної документації, надавав іншим робітникам незаконні вказівки виконувати роботи з руйнування та демонтажу міжкімнатних перегородок у будинку, який є об'єктом культурної спадщини». Пізніше фірму-замовника робіт оштрафували на 180 тисяч гривень за проведення самовільних будівельних робіт, але до кримінальної відповідальності не притягнули.
29.02.2016 р. Департаментом культури КМДА видано ОСББ «БХ, 12-14» Припис № 203/17 від 24.02.2016 р. про забезпечення приведення пам'ятки в належний стан.
31.03.2016 р. з ДП «Науково-дослідний інститут будівельних конструкцій» укладено Договір на створення і передачу науково-технічної продукції з Додатками, за яким виконані геологічні вишукування, комплексні наукові дослідження та розроблений Робочий проєкт «Протиаварійні та невідкладні консерваційні роботи з реставрації пам'ятки архітектури місцевого значення (охоронний номер № 635-Кв) — будинку по вул. Богдана Хмельницького, 12-14 в Шевченківському районі м. Києва» (далі — Робочий проєкт протиаварійних робіт).
09.03.2017 р. від ДП «Укрдержбудекспертиза» отримано Експертний звіт № 00-2175 від 09.03.2017 р. щодо розгляду Робочого проєкту протиаварійних робіт.
16.06.2017 р. листом № 060-4532 від Департаменту культури КМДА отримано погодження Робочого проєкту протиаварійних робіт.
27.07.2017 р. листом № 48 від Департаменту культури КМДА отримано Дозвіл на виконання протиаварійних робіт, який продовжується кожного наступного року листами.
Також, на виконання умов охоронного договору між ОСББ «БХ, 12-14» та Департаментом культури КМДА за Договором № 685-18 від 23.04.2018 р., укладеним з ТОВ "Творча архітектурна майстерня «Ю. Лосицький», розроблений проєкт реставрації пам'ятки архітектури місцевого значення (охор. № 635-кв) будинку на вул. Б. Хмельницького, 12-14 в Шевченківському районі міста Києва, погоджений на Консультативній раді з питань охорони культурної спадщини 17.01.2019 р., протокол № 1/19/1, який отримав позитивний висновок державної експертизи № 00-0112-20/ЦБ 31.08.2020 р.
З 2018 р. в будинку тривають роботи згідно з Робочим проєктом протиаварійних робіт, розробленим ДП «Науково-дослідний інститут будівельних конструкцій». Станом на квітень 2023 р. в будинку відновлено 16 з 24 міжетажних перекриттів та 2 з 4 покрівель.
Виконання робіт ускладнюється в зв'язку з неоплатою внесків на реставрацію деякими співвласниками.
Зокрема, ТОВ «Фонд досліджень та розвитку», який спричинив в 2016 році обрушення міжетажних перекриттів в будинку, створює перешкоди у відновленні будинку та сплачує внески лише за рішеннями суду. В т. ч. це: Постанова ВС від 06.03.2018 р. у справі № 910/2655/17; Постанова ВС від 03.06.2019 р. у справі № 910/3479/18; Постанова Північного апеляційного господарського суду від 06.03.2019 р. у справі № 910/3479/18; Постанова Північного апеляційного господарського суду від 23.09.2019 р. у справі № 910/5191/19; Постанова Північного апеляційного господарського суду від 13.01.2020 р. у справі № 910/10665/19; Постанова Північного апеляційного господарського суду від 03.06.2020 р. у справі № 910/10141/19; Рішення Господарського суду міста Києва від 18.02.2021 р. у справі № 910/7542/20; Рішення Господарського суду міста Києва від 25.02.2021 р. у справі № 910/827/21; Постанова Північного апеляційного господарського суду від 19.03.2021 р. у справі № 910/7008/20; Постанова Північного апеляційного господарського суду від 29.06.2021 р. у справі № 910/826/21; Постанова Північного апеляційного господарського суду від 09.12.2021 р. у справі № 910/11345/21; Постанова Північного апеляційного господарського суду від 03.02.2022 р. у справі № 910/11013/21; Постанова Північного апеляційного господарського суду від 09.02.2022 у справі № 910/11492/21.
Активне протистояння відновленню будинку співвласник ТОВ «Фонд досліджень та розвитку» (далі — ТОВ «ФДР») створює також додатковими судовими та кримінальними процесами: В 2018 році ТОВ «ФДР» оспорювало рішення співвласників ОСББ «БХ, 12-14» в господарському провадженні № 910/5402/18, в якому заявнику ТОВ «ФДР» в задоволенні позовних вимог відмовлено. В 2019 році ТОВ «ФДР» ініціювало кримінальне переслідування щодо посадових осіб ОСББ «БХ, 12-14» в досудовому кримінальному провадженні СУ ГУ НП у місті Києві ЄРДР № 12019100100011245 від 20.11.19 р. за ч. 2 ст. 191 ККУ по факту привласнення та розтрати грошових коштів, які були внеском члена ОСББ — ТОВ «ФДР», при наявності висновків аудиту про відсутність факту нецільового використання грошових коштів ОСББ «БХ, 12-14» і підтвердженим фактом виконання робіт, на які з ТОВ «ФДР» стягувались грошові кошти в якості внесків. В 2020 році ТОВ «ФДР» ініційовані адміністративні судові процеси по оспоренню дозволів на протиаварійні роботи в будинку (№ 640/4299/20, позов залишено без розгляду за заявою позивача ТОВ «ФДР») та виключенню будинку № 12-14 з Державного реєстру речових прав на нерухоме майно (№ 640/10749/20, провадження закрите). В 2021 році ТОВ «ФДР» розпочаті господарські спори щодо виключення будинку № 12-14 з Державного реєстру речових прав на нерухоме майно № 910/27686/21 (залишено без розгляду), № 910/10791/21 (залишено без розгляду за заявою позивача ТОВ «ФДР»).
В 2022 році ТОВ «ФДР» здійснило відчуження 5 власних квартир будинку № 12-14 на нових суб'єктів, які створили ОСББ «Історичний центр Києва», в продовження стратегії попереднього року, за якою ТОВ «ФДР» у справах № 910/10791/21, № 910/27686/21 намагалося встановити факт неіснування будинку № 12-14 шляхом його виключення з Державного реєстру речових прав, посилаючись на легенду про існування двох окремих будинків № 12 та № 14, яка не підтверджується фактичними обставинами.
Також до серпня 2018 р., до встановлення охорони в будинку, невідомі створювали перешкоди його відновленню.
Ввечері 20 січня 2018 року у будинку сталася пожежа, загорілися 5-й, 6-й поверхи та дах, о 23:28 загони ДСНС ліквідували пожежу. Під час пожежі ніхто не постраждав. Поліція відкрила кримінальне провадження за ч. 2 ст. 194 (умисне знищення або пошкодження майна) ККУ. Міністерство культури України висловило глибоку стурбованість фактом пожежі у будинку — пам'ятці архітектури та закликало міську владу здійснити обстеження всіх пам'яток на території Києва та вжити належних заходів задля їх збереження, зокрема, притягти до відповідальності поточних власників будинку по вулиці Богдана Хмельницького, 12-14 та подати судовий позов щодо повернення пам'ятки у власність міста.
23 червня того ж 2018 року будинок горів знову: близько 10-ї години ранку спалахнув дах, загони ДСНС протягом години ліквідували пожежу, постраждалих не було.
Аварія у будинку — пам'ятці архітектури набула розголосу. Журналістське розслідування виявило, що у 2005 році Містобудівна рада розглядала проєкт із перебудови старого будинку у 20-поверховий житлово-комерційний комплекс із елітними квартирами, офісними і торговельними приміщеннями, спортивно-оздоровчим центром і паркінгом. Цей проєкт, автором якого була архітектор Олена Олійник, передбачав майже цілковите знесення будинку і збереження лише його фасаду із вбудовуванням його у нову сучасну будівлю, загальна площа якої становила б близько 20 тис. м². Але цей проєкт виконаний, як вбачається з факту, не був і з 2015 року за волевиявленням співвласників будинку відбувається його відновлення в первинному стані без зміни зовнішньої геометричної форми, як і належить об'єкту охорони культурної спадщини місцевого значення.

## Опис
У своєму первісному вигляді будинок № 12-14 був триповерховим, Г-подібним у плані, причому старіша частина будинку — це сучасна ліва половина будинку, тобто фактичний № 14. Пізніше будинок перебудували, добудувавши два поверхи, і він набув сучасного П-подібного вигляду. Будівля розташована на червоній лінії вулиці, має п'ять поверхів та підвальне приміщення, складається із прямокутного основного об'єму та двох симетричних дворових крил. Підмурки бутові стрічкові. Перекриття пласкі на дерев'яних балках, над підвалами — цегляні склепіння. Дах на дерев'яних кроквах, над основним об'ємом двосхилий, над крилами односхилий, покрівля бляшана. Внутрішні приміщення розплановані симетрично відносно центральної поперечної осі: в центральному ризаліті дворового фасаду розташовані центральні кам'яні сходи, в бічних частинах основного об'єму будівлі симетрично розташовані двомаршові кам'яні сходи із шахтами ліфтів, які ведуть до двох головних входів. Також ідентичні сходи, але без ліфтів, містяться у торцях бічних ризалітів дворових крил і ведуть у подвір'я. Розташування квартир у будинку планувалося за коридорним типом, в основному об'ємі приміщення розташовані по обидві сторони загального коридору, причому парадні кімнати виходили вікнами на вулицю, у бічних крилах — лише з однієї сторони.
Чоловий фасад має центрально-осьове розпланування, симетричність якого дещо порушують брама проїзду у лівій частині фасаду та бічний пристінок, акцентований високим уступчастим аттиком на тлі чотирисхилого вінцевого шатра. Центральну вісь підкреслює ризаліт, завершений верхнім півциркульним вікном і високим півкруглим аттиком. Головні входи розташовані у бічних осях фасаду та увінчані лучковими фронтонами. Архітектурно чоловий фасад вирішений у формах неоренесансу. Перший поверх має великі вітрини, поверхи з другого по п'ятий — по сім вікон з кожного боку від центральної осі та великі вікна на центральному ризаліті. Віконні прорізи із другого по четвертий поверх прямокутні, увінчані сандриками різної форми (трикутними — на другому, горизонтальними — на третьому і лучковими — на четвертому поверхах), які підтримуються кронштейнами. Віконні прорізи останнього, п'ятого поверху мають півциркульні перемички, архівольти та рельєфні замкові камені, проміжки між вікнами цього поверху містять сліпі люкарни. Чоловий фасад завершений фризом, оздобленим парами ліплених кронштейнів, і значно винесеним профільованим карнизом. Ажурне металеве огородження даху (збереглося лише в лівій частині фасаду) має ритмічний ряд високих стовпчиків, орнамент огородження даху подібний до ажурного огородження балконів. Чіткий ритм вікон і балконних дверей підкреслюється рустуванням стіни, підвіконними поличками, фільонками та іншими декоративними деталями.
Дворовий фасад будинку спланований відповідно до чолового із дотриманням центрально-осьової схеми, де центральну вісь акцентує ризаліт зі сходовою клітиною. Вікна дворового фасаду увінчані П-подібними сандриками.

## Мешканці
- квартира № 1: в ній в 1944—1989 роках мешкав Таранов Гліб Павлович, український композитор і педагог музики, професор, доктор мистецтвознавства, Заслужений діяч мистецтв УРСР[4].
- квартира № 7 (восьмикімнатна, на 4-му поверсі): у 1915—1920 роках тут проживав Вагнер Юлій Михайлович, вчений-зоолог, педагог і державний діяч[4].

## Галерея

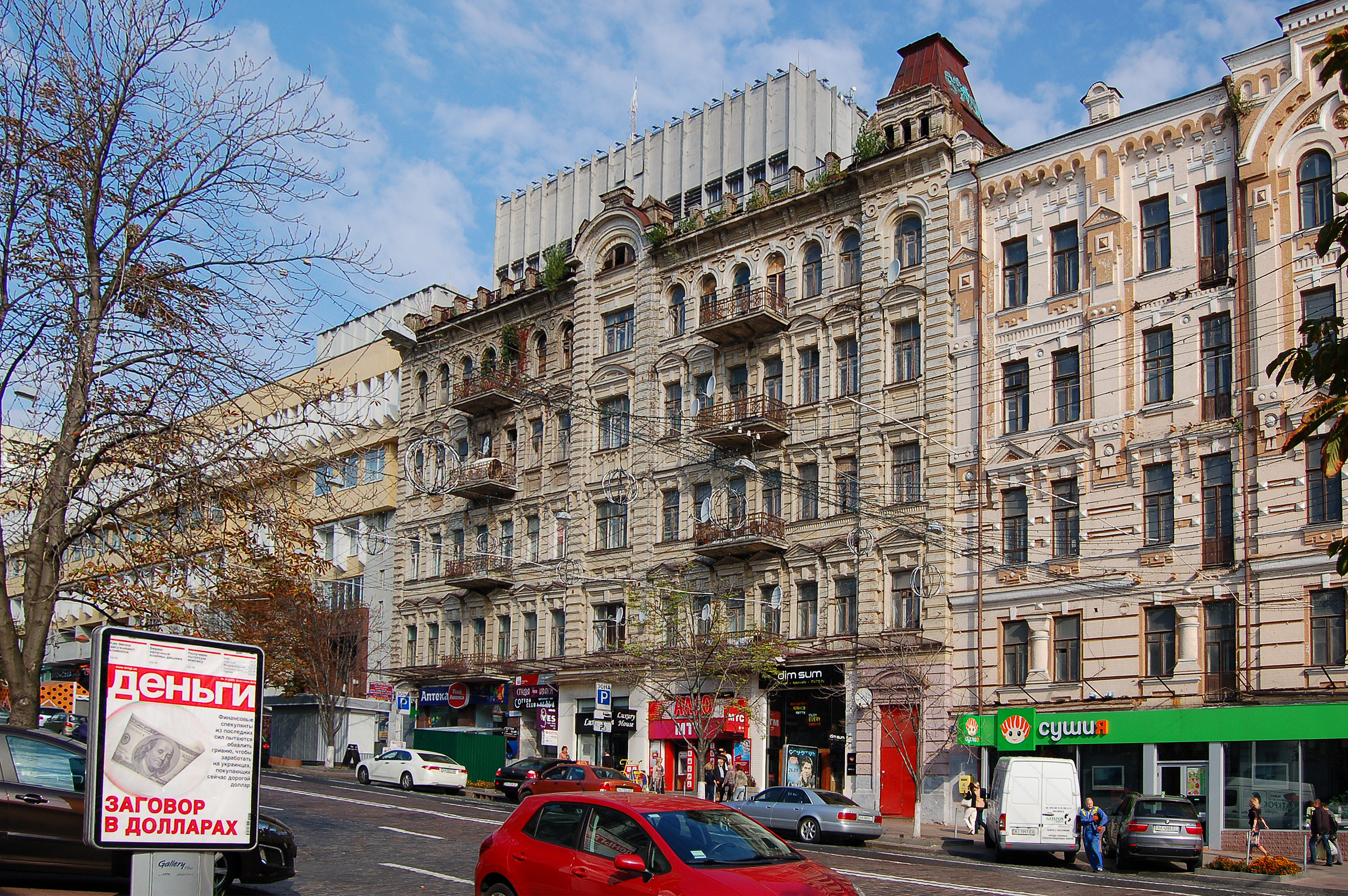
Будинок у вересні 2012 року
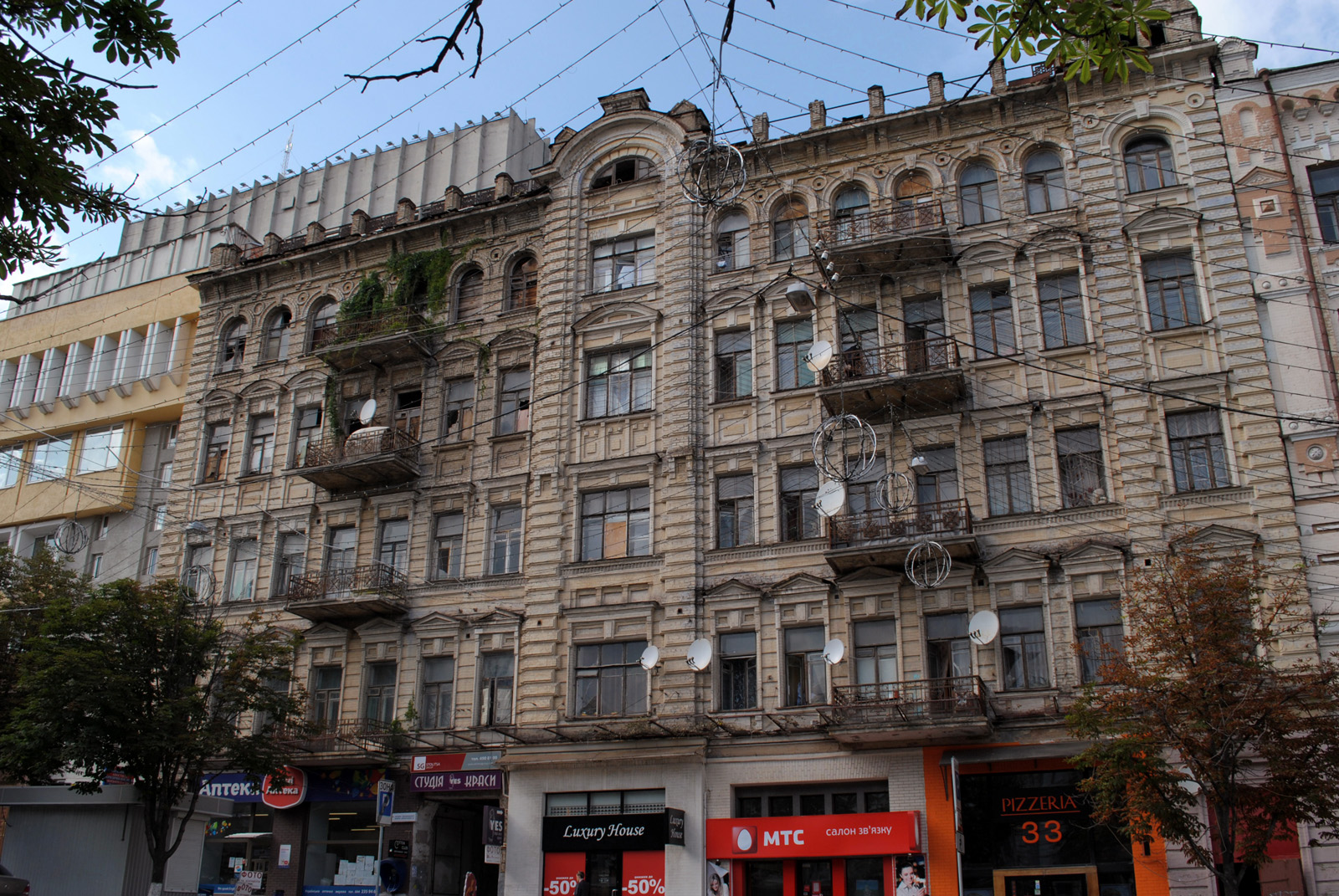
Будинок у червні 2013 року
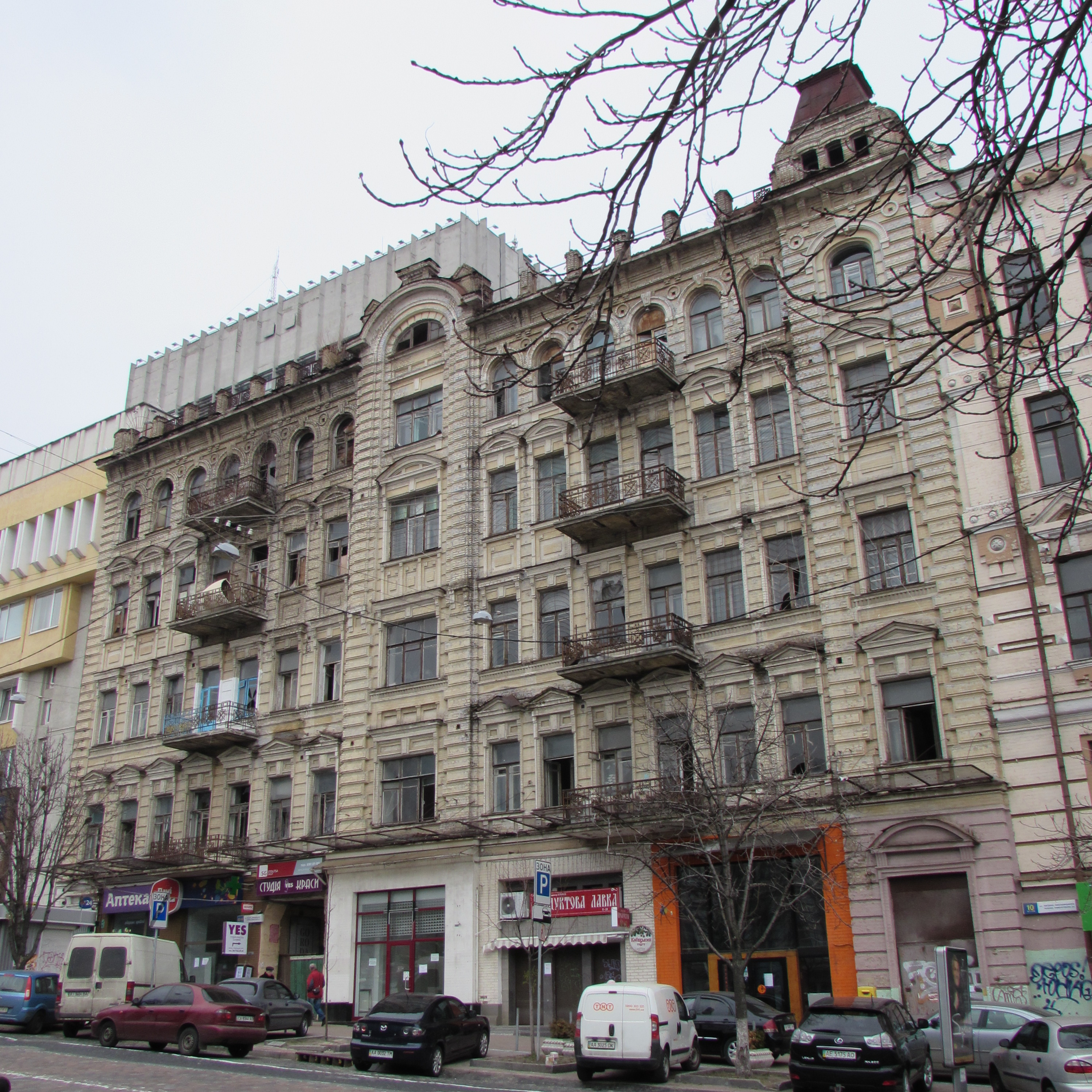
Будинок у березні 2016 року
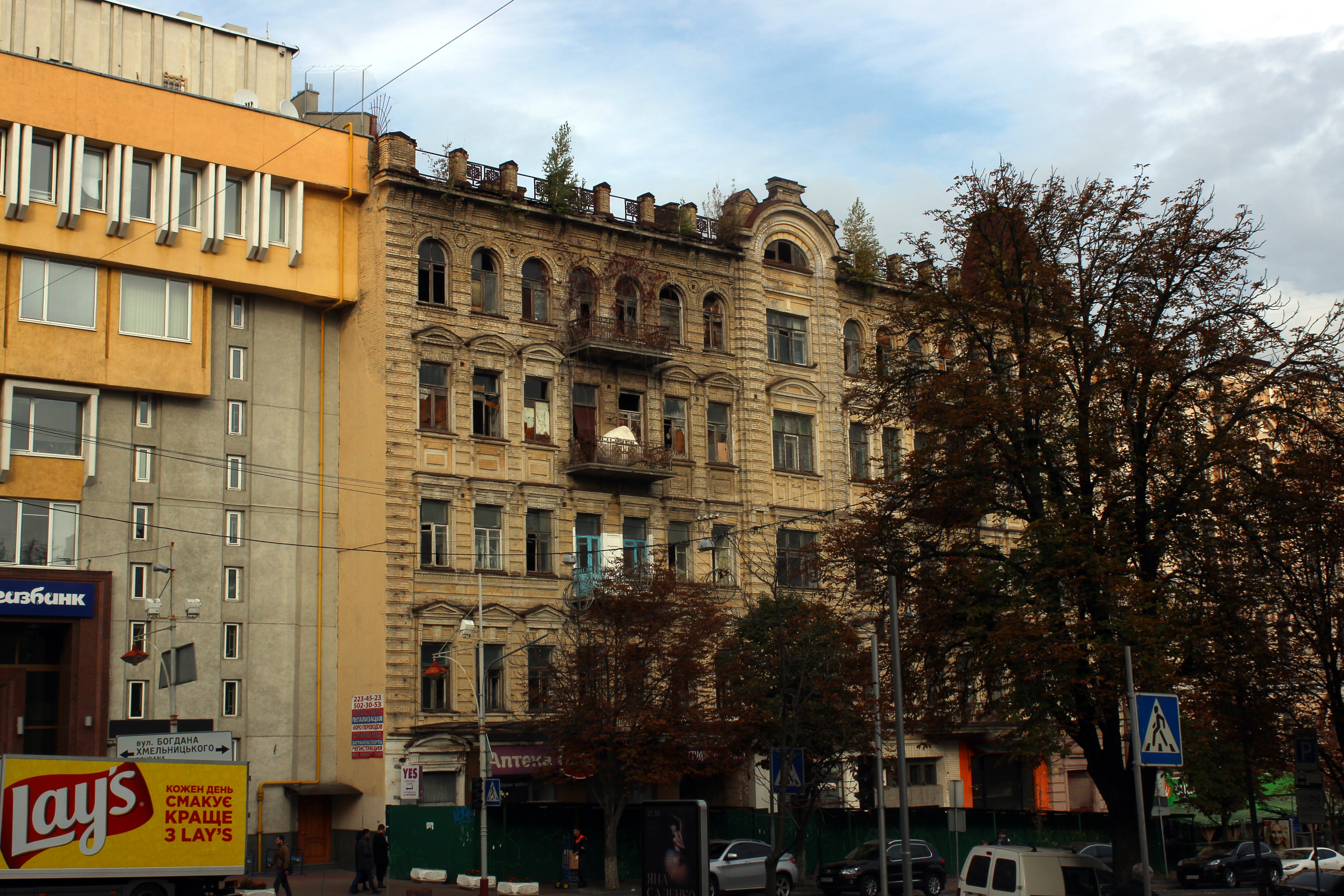
Будинок у жовтні 2017 року
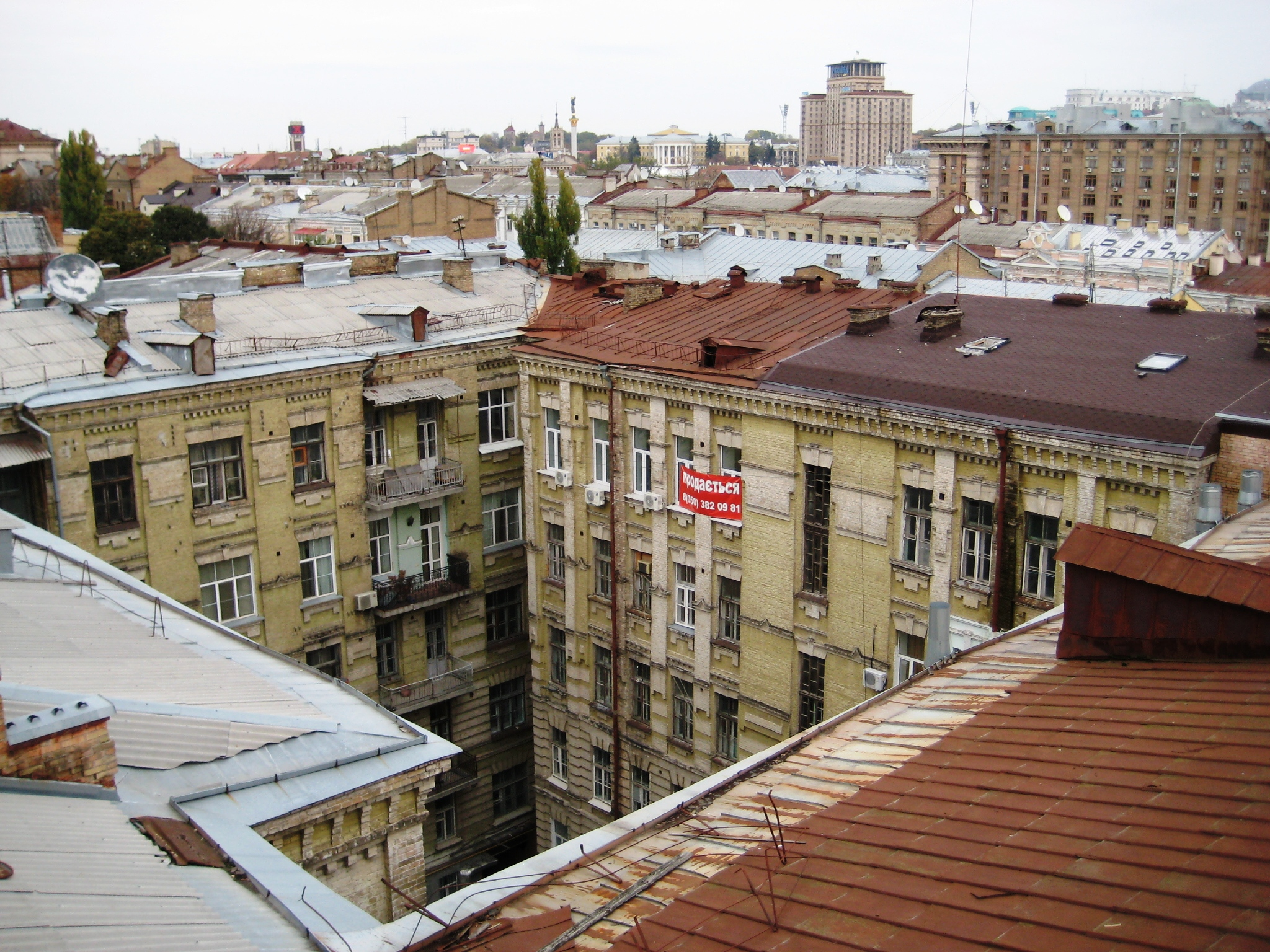
Дворовий фасад
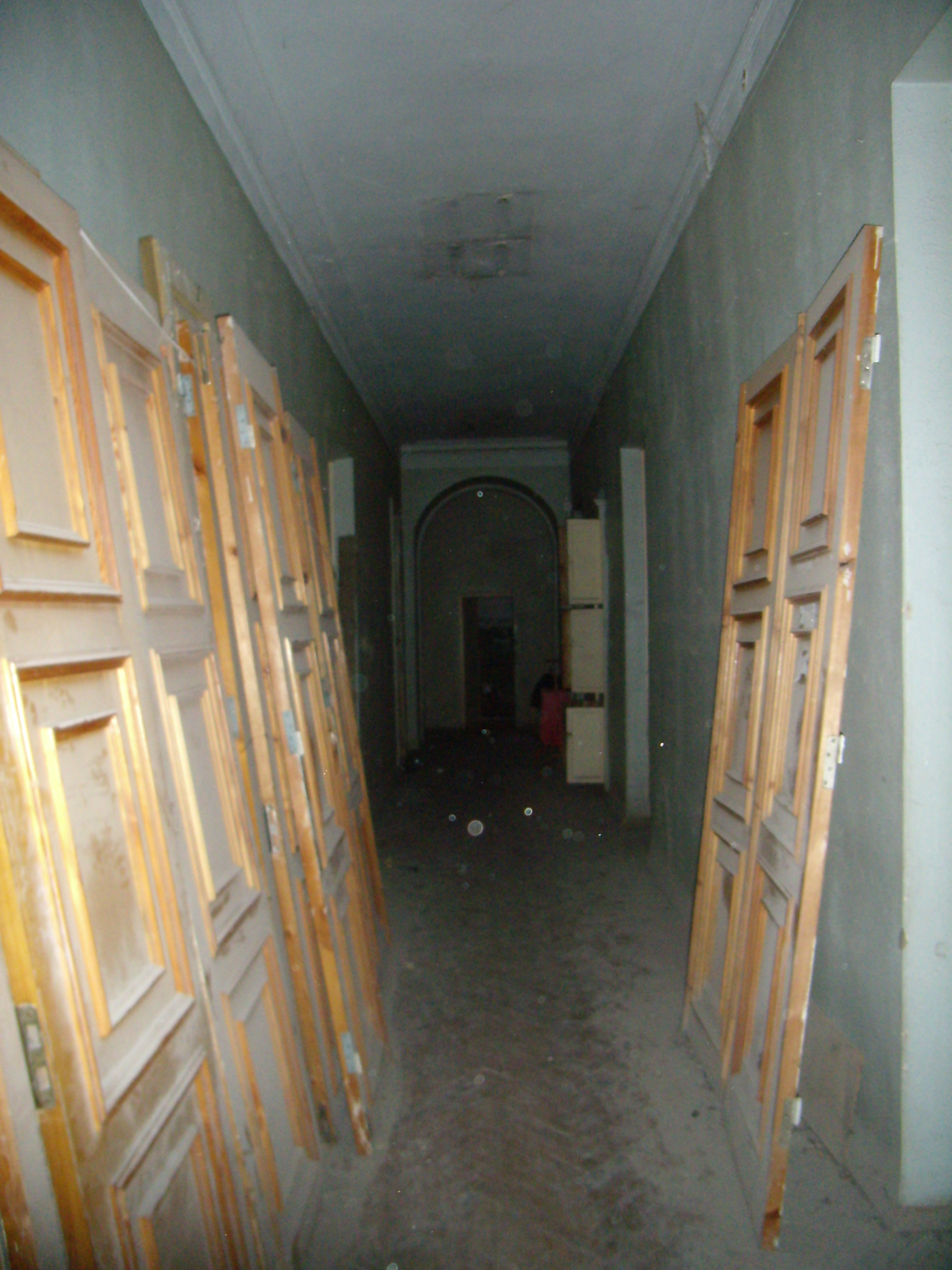
Коридор будинку, жовтень 2008 року